# Eala
Eala este un gen de molii din familia Lymantriinae.